# Anselm Jünemann
Anselm Gerhard Maria Jünemann (ur. 1961 w Münster) – niemiecki okulista, profesor Uniwersytetu w Rostocku.

## Życiorys
Medycynę ukończył na Westfalskim Uniwersytecie Wilhelma w Münsterze (1980-1986). Na początku studiów medycznych studiował także krótko pedagogikę muzyczną (1980-1981, cztery semestry gry na skrzypcach i fortepianie). W latach 1982–1985 pracował jako student-asystent w instytucie anatomii, a w latach 1987-1988 jako rezydent w instytucie patologii macierzystej uczelni. Rezydenturę z zakresu okulistyki odbył na uniwersytecie w Erlangen (1989-1996). Pracę doktorską z anatomii obronił w 1990. W 1995 ukończył specjalizację okulistyczną, zdał International Basic Science Assessment Test in Ophthalmology (międzynarodowy egzamin podstawowy z okulistyki) oraz uzyskał tytuł Fellow European Board of Ophthalmology (stąd skrót FEBO używany po nazwisku).
W latach 1996–2014 pracował jako Oberarzt w klinice okulistycznej uniwersytetu w Erlangen. Habilitował się w roku 2000. W 2006 otrzymał stanowisko ponadprogramowego profesora (niem. außerplanmäßige Professor) okulistyki i awansował na pozycję Geschäftsführender Oberarzt, którą piastował do 2014. W lipcu 2014 objął kierownictwo kliniki okulistycznej Uniwersytetu w Rostocku. Funkcję kierownika kliniki przejął po nim w 2019 Thomas Fuchsluger.
Od 2009 współpracuje z kliniką okulistyki Uniwersytetu Medycznego w Lublinie jako profesor goszczony. Od 2013 jest wykładowcą Europejskiej Szkoły Zaawansowanych Studiów Okulistycznych (European School for Advanced Studies in Ophthalmology, ESASO) w szwajcarskim Lugano.
W pracy badawczej i klinicznej zajmuje się jaskrą (m.in. patogenezą i leczeniem, obrazowaniem w diagnozie wczesnej), zespołem pseudoeksfoliacji oraz chirurgią okulistyczną w leczeniu jaskry, schorzeń siatkówki oraz wad wrodzonych.
Autor i współautor ponad 200 artykułów w recenzowanych czasopismach oraz ponad 10 rozdziałów w książkach. Jest redaktorem naczelnym czasopisma naukowego „Ophthalmology Journal”.
Należy do szeregu niemieckich oraz międzynarodowych towarzystw okulistycznych: Deutsche Ophthalmologische Gesellschaft (Niemieckiego Towarzystwa Okulistycznego), Association for Research in Vision and Ophthalmology (ARVO), European Association for Vision and Eye Research (EVER), European Glaucoma Society (EGS), International Society of Clinical Electrophysiology of Vision (ISCEV), European VitreoRetinal Society oraz Retinologische Gesellschaft (Niemieckiego Towarzystwa Siatkówkowego).
Do jego uczniów i współpracowników należy m.in. Robert Rejdak.